# 麥可·弗拉納根
麥可·弗拉納根（英語：Mike Flanagan，1978年5月20日—），美國男導演、製片人、編劇和剪輯師。他以擅長製作恐怖片而聞名，其著名作品如《屍蹤隧道》（2011年）、《鬼遮眼》（2013年）、《寂林殺機》（2016年）、《鬼撕眠》（2016年）和《碟仙：惡靈始源》（2016年）。

## 早期生活
弗拉納根在1978年出生於麻薩諸塞州的塞勒姆。他的父親是美國海岸防衛隊的一員。因弗拉納根和家人經常搬家，所以他住在塞勒姆的時間並不長；但弗拉納根仍記得塞勒姆審巫案和其相關話題，而他也對鬼故事和恐怖小說很感興趣。弗拉納根一家最後搬到了馬里蘭州，他也在此就讀了陶森大學。他以獲得電子媒體與電影及輔修戲劇學士學位的身分畢業。

## 職業生涯
弗拉納根在學生時代就已開始拍攝影片，其製作的學生電影多傾向於情景劇。他後來將這些作品稱為「不宜公開消費（觀賞）」，但仍認為這對他來說都是「不可思議的學習經歷。」畢業後，他的第一部導演電影為《Ghosts of Hamilton Street》（2003年），這主要是在馬里蘭州拍攝及使用當地的演員來演出，包括弗拉納根在陶森遇見的史考特·葛拉罕。葛拉罕也繼續在佛拉納根的2006年短片《Oculus: Chapter 3 - The Man with the Plan》中演出，其片酬為1500美元。
他原本打算將《Oculus》推出一系列的短片，但他遲遲找不到資金。而他拍攝的短片在影展上獲得的反應不錯，並引起製片人的興趣；儘管製片人想將這些短片的概念拍成長片，但他們不想讓弗拉納根來執導。後來，佛拉納根透過Kickstarter的募資而執導了電影《屍蹤隧道》（2011年），好向那些製片人證明自己的實力。《屍蹤隧道》是在他於加利福尼亞州格倫代爾的公寓拍攝，預算僅7萬美元。該片在美國以DVD首映的方式發行，但在Netflix平台上架後卻有著廣泛的迴響。在《屍蹤隧道》意外成功後，Intrepid Pictures對《Oculus》很感興趣，並同意讓弗拉納根執導該片。他將《Oculus》改編成長片的《鬼遮眼》於2012年開拍，並於2013年在多倫多國際影展上首映；該片於2014年正式上映後獲得了成功的票房。
在《鬼遮眼》後，弗拉納根於2013年起開始拍攝下一部電影《鬼撕眠》（原名《Somnia》）。該片於2014年被相對論傳媒買下，原定於2015年5月8日在美國上映，但因該公司於2015年7月30日申請破產而使《鬼撕眠》的檔期被拔除。一年後，相對論傳媒宣布該片將於2016年4月8日上映，但因公司正在努力重整而未照時推出。後來，《鬼撕眠》被排於2016年9月9日上映，但相對論傳媒卻又再次將其上映日取消。弗拉納根認為9月9日是個「糟糕的日期」，因經濟收入考量不能讓電影在該日期推出。
2015年起，弗拉納根開始擔任《碟仙：惡靈始源》的導演和編劇，由伊莉莎白·瑞瑟、亨利·湯瑪斯和安娜麗絲·巴索主演，為2014年電影《碟仙》的前傳作品。該片的製作於2015年9月開始，並於2016年10月上映；《碟仙：惡靈始源》獲得了正面居多的評價，以及超過8170萬美元的全球票房。在《碟仙：惡靈始源》的製作期間，據透露，弗拉納根也在執導一部名為《寂林殺機》的「秘密項目」電影，這直到2015年多倫多國際影展才對外公開。《寂林殺機》由弗拉納根和凱特·席格合作撰寫劇本，由小约翰·加拉赫、邁克·特魯科與珊曼塔·史洛楊主演，於2016年3月在SXSW上首映，並於2016年4月8日在Netflix上獨家發行。
2016年10月17日起，弗拉納根開始拍攝《傑羅德遊戲》，該片改編自史蒂芬·金的同名小說。2017年4月，弗拉納根被聘來擔任《陰宅異事》改編電視劇的導演，原作由雪莉·傑克森所著作，且和《傑羅德遊戲》一樣皆由Netflix出資和發行。該劇於2018年10月12日推出。
2018年1月26日，據報導，弗拉納根被華納兄弟聘來執導2013年小說《安眠醫生》的改編電影，該書由史蒂芬·金所創作。改編電影定於2019年上映。

## 個人生活
佛拉納根於2016年2月與女演員凱特·席格結婚。兩人的第一個孩子柯迪·保羅·佛拉納根出生於2016年11月26日。佛拉納根曾和《屍蹤隧道》（2011年）的女演員寇特妮·貝爾育有一子，名為瑞格比·喬瑟夫·佛拉納根-貝爾，他出生於2010年10月15日。

## 作品列表

### 電影
| 年份 | 標題                                          | 導演 | 編劇 | 剪輯師 | 監製       | 附註                         | 來源   |
| ---- | --------------------------------------------- | ---- | ---- | ------ | ---------- | ---------------------------- | ------ |
| 2000 | 《Makebelieve》                               | 是   | 是   | 是     | 否         | 學生電影                     | [ 2 ]  |
| 2001 | 《Still Life》                                | 是   | 是   | 是     | 是         | 學生電影                     | [ 2 ]  |
| 2003 | 《Ghosts of Hamilton Street》                 | 是   | 是   | 是     | 否         | 學生電影                     | [ 2 ]  |
| 2006 | 《Oculus: Chapter 3 - The Man with the Plan》 | 是   | 是   | 是     | 未掛名     | 短片                         | [ 2 ]  |
| 2011 | 《屍蹤隧道》                                  | 是   | 是   | 是     | 是         | DVD首映                      | [ 19 ] |
| 2013 | 《鬼遮眼》                                    | 是   | 是   | 是     | 否         |                              | [ 6 ]  |
| 2016 | 《寂林殺機》                                  | 是   | 是   | 是     | 否         |                              | [ 12 ] |
| 2016 | 《鬼撕眠》                                    | 是   | 是   | 是     | 否         |                              | [ 9 ]  |
| 2016 | 《碟仙：惡靈始源》                            | 是   | 是   | 是     | 否         |                              | [ 10 ] |
| 2017 | 《Dobaara: See Your Evil》                    | 否   | 否   | 否     | 執行製片人 |                              | [ 20 ] |
| 2017 | 《傑羅德遊戲》                                | 是   | 是   | 是     | 否         |                              | [ 14 ] |
| 2019 | 《安眠醫生》                                  | 是   | 是   | 是     | 否         |                              | [ 16 ] |
| 2024 | 《查克的一生》                                | 是   | 是   | 是     | 是         | 多伦多国际电影节观众票选奖   | [ 21 ] |
| 2024 | 《索命影帶：超越》                            | 否   | 是   | 否     | 否         | 章節：〈偷渡者〉（Stowaway） | [ 22 ] |

### 電視
| 年份 | 標題             | 導演 | 編劇 | 剪輯師 | 執行製片人 | 附註 |
| ---- | ---------------- | ---- | ---- | ------ | ---------- | ---- |
| 2018 | 《鬼入侵》       | 是   | 是   | 是     | 是         |      |
| 2020 | 《鬼莊園》       | 是   | 是   | 是     | 是         |      |
| 2021 | 《午夜彌撒》     | 是   | 是   | 是     | 是         |      |
| 2022 | 《午夜故事社》   | 是   | 是   | 是     | 是         |      |
| 2023 | 《亞瑟府的沒落》 | 是   | 是   | 是     | 是         |      |

## 外部連結
- 官方网站
- 麥可·弗拉納根在互联网电影资料库（IMDb）上的資料（英文）
- 麥可·弗拉納根的X（前Twitter）